# Палеонтологічний інститут ім. О. О. Борисяка РАН
Палеонтологічний інститут ім. О. О. Борисяка РАН  (ПІН РАН) — найбільший палеонтологічний інститут у світі, знаходиться в Москві. Заснований у 1930 році як установа у складі АН СРСР, тепер підпорядкований Російській академії наук.
Палеонтологічний інститут є спеціалізованою установою, яка займається питаннями морфології, систематики і філогенії викопних тварин, вивченням загальних закономірностей формування біорозмаїття, побудовою цілісної картини розвитку життя на Землі.
Інститут видає «Палеонтологический журнал» і «Праці ПІН РАН».
В Інституті працює більше 100 наукових співробітників. Дослідження ведуться на світовому рівні. Тут були створені нові самостійні напрямки науки: палеоекологія, тафономія, палеонтологія докембрію, становлення скелетних організмів, бактеріальна палеонтологія.

## Історія
Палеозоологічний інститут АН СРСР був створений на базі остеологічного відділу Геологічного музею і Сєвєродвінської палеозоологічної галереї. Організатором і першим директором інституту став О. О. Борисяк. у 1935 році Інститут разом із іншими установами АН СРСР був переведений до Москви і у 1936 році був перейменований у Палеонтологічний інститут АН СРСР. 
У 2008 році Інституту надано ім'я академіка О. О. Борисяка.
Серед інших відомих науковців тут працював Валентин Красилов, палеоеколог, біостратиграф і палеоботанік, уродженець Києва, випускник Харківського університету імені В. Каразіна.

## Палеонтологічний музей
Палеонтологічний музей ім. Ю. О. Орлова є невід'ємною частиною Палеонтологічного інституту. Вважається одним із найбільших природознавчо-історичних музеїв світу. 
Експозиція музею присвячена еволюції органічного світу Землі. В фондах музею представлені майже всі відомі види скам'янілостей, є колекції із всіх кінців колишнього СРСР та інших країн. Зібрані багаті колекції динозаврів із Монголії, терапсидів Пермського періоду і докембрійських скам'янілостей із Сибіру.
Шість залів музею складаються чотири експозиційні зони. Вони послідовно знайомлять відвідувачів із таємничим світом стародавніх тварин і рослин, від найдавніших до сучасних.

## Директори інституту
- 1930 — О. Борисяк
- 1944 — О. Вологдін
- 1945 — Ю. Орлов
- 1966 — М. Крамаренко
- 1975 — Л. Татаринов
- 1992 — О.Розанов
- 2012 — С. Рожнов
- 2016 — О. Лопатін